# Freilichtbühne Hülzweiler

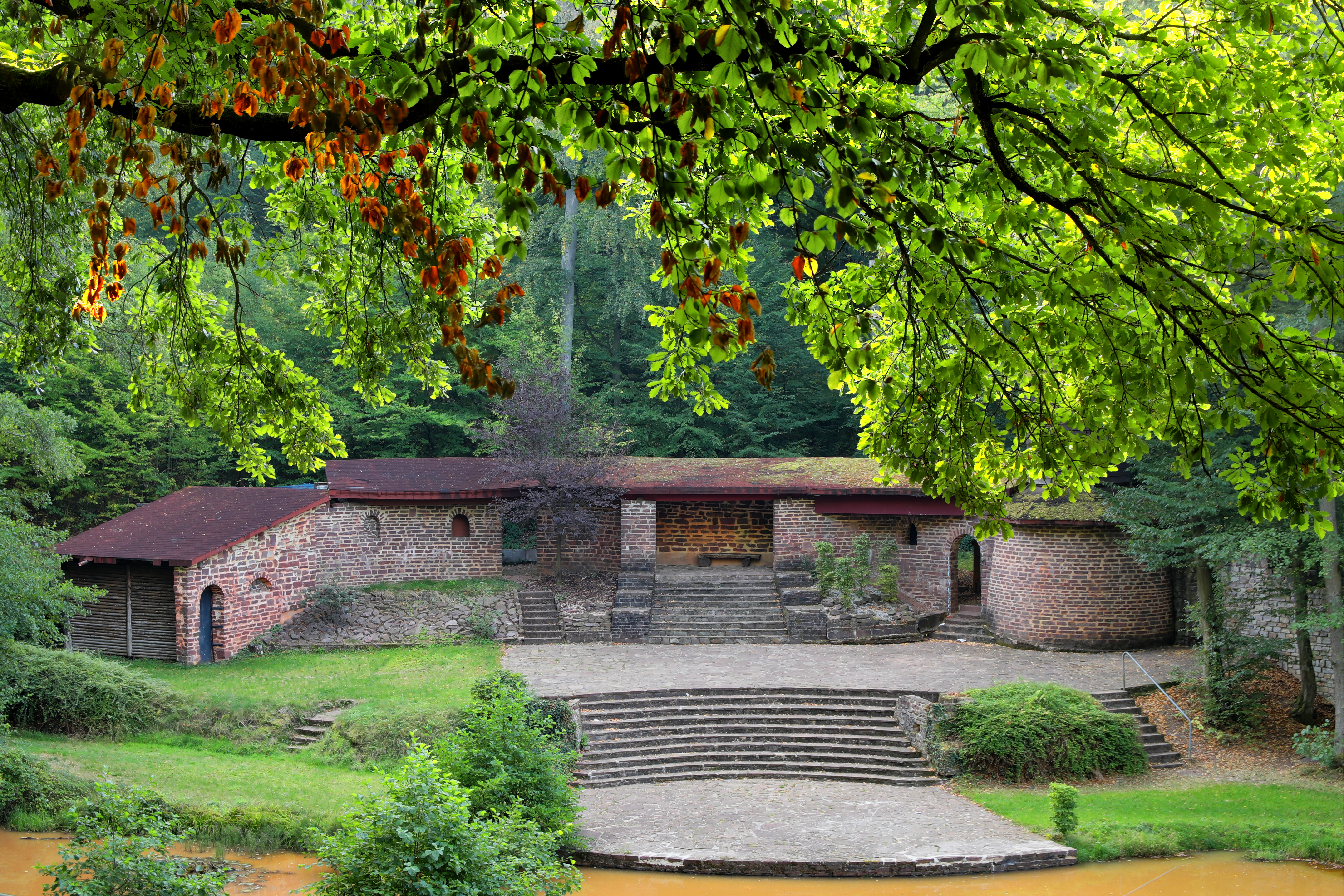
Freilichtbühne Hülzweiler im Herbst 2020

Die Freilichtbühne Hülzweiler ist eine Freilichtbühne im Ortsteil Hülzweiler der Gemeinde Schwalbach im Landkreis Saarlouis. Betrieben wird die Bühne von dem Verein Volksbühne Hülzweiler e.V. Jährlich wird hier ein Theaterstück von der Amateurtheatergruppe aufgeführt.
Erbaut wurde die Freilichtbühne, die mit einer Bühnenfläche von 660 m² zu den größten Amateur-Freilichtbühnen Deutschlands gehört, im Jahre 1927. Noch im gleichen Jahr wurde mit Andreas Hofer von Franz Kranewitter das erste Theaterstück aufgeführt.
Die Errichtung der Freilichtbühne ging vom 1919 gegründeten Theaterverein Veritas aus, der den Bau durch den Ankauf großer Wiesenflächen, auf denen heute die Bühnenanlage steht, ermöglichte. Während des Zweiten Weltkriegs ruhte der Theaterbetrieb auf der Freilichtbühne und wurde erst 1950 mit der Jungfrau von Orléans von Friedrich Schiller wieder aufgenommen. Nach einigen Jahren wechselhaften Erfolges fand seit 1982 in jedem Jahr eine Inszenierung statt.

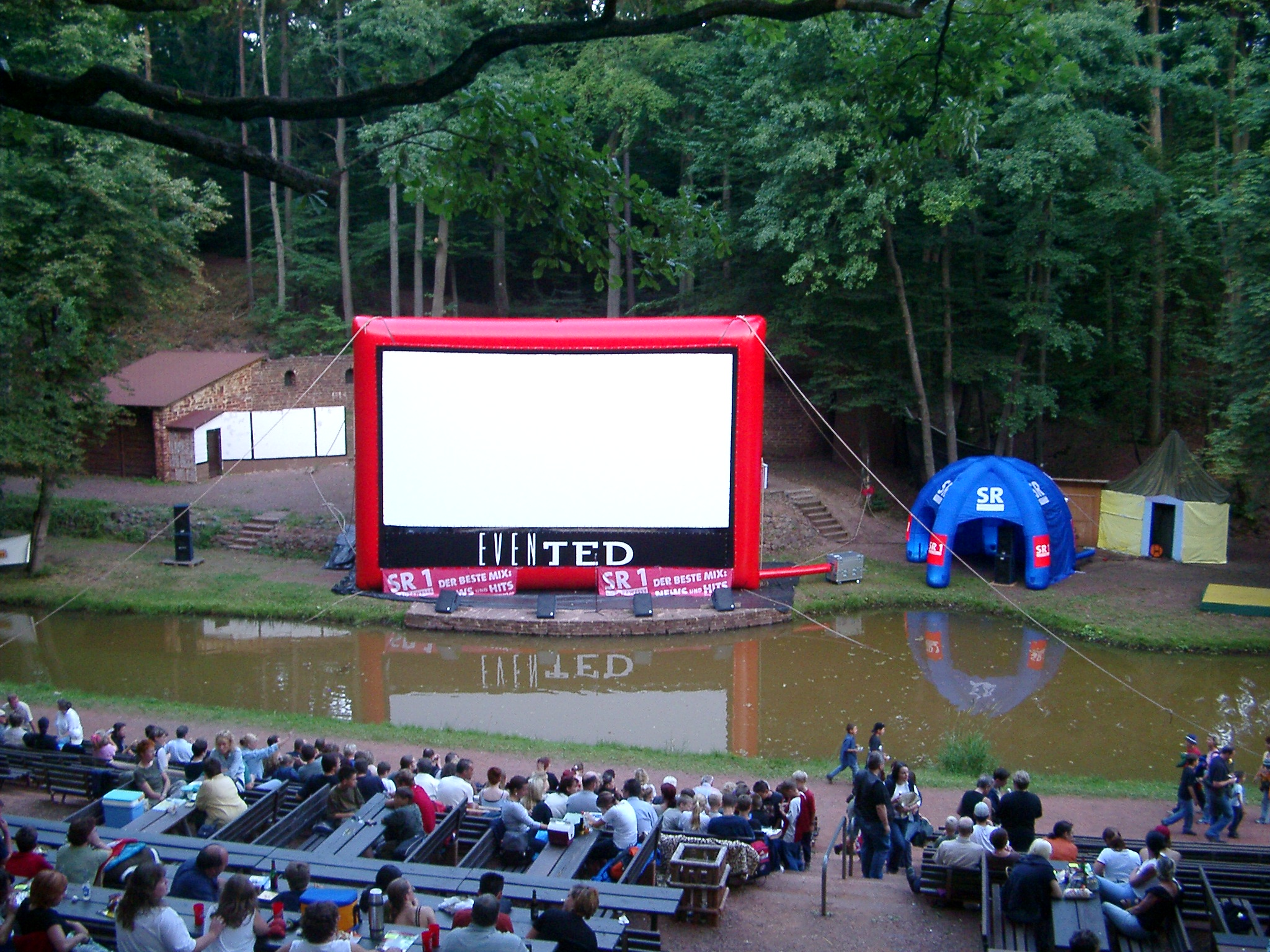
Das „Kino auf der Freilichtbühne“ in Hülzweiler nutzt eine aufblasbare Leinwand

Heute bietet die Bühnenanlage Platz für 1100 Zuschauer und führt jährlich acht bis zehn Aufführungen der jeweiligen Inszenierung durch.
Die Bühne ist Mitglied im Verband Deutscher Freilichtbühnen.
Seit 2002 wird die Freilichtbühne Hülzweiler auch als Freilichtkino genutzt. Bei dem zweitägigen Kino-Open-Air „Kino auf der Freilichtbühne“ laufen Blockbuster und Familienfilme. Projiziert wird auf eine 50 m² große aufblasbare Leinwand (Airscreen).